# Amauronematus tillbergi
Amauronematus tillbergi är en stekelart som beskrevs av René Malaise 1920. Amauronematus tillbergi ingår i släktet Amauronematus, och familjen bladsteklar. Arten är reproducerande i Sverige.